# Hymeniacidon mixta
Hymeniacidon mixta är en svampdjursart som först beskrevs av Sarà 1958.  Hymeniacidon mixta ingår i släktet Hymeniacidon och familjen Halichondriidae.
Artens utbredningsområde är Italien. Inga underarter finns listade i Catalogue of Life.